# Aposematisme

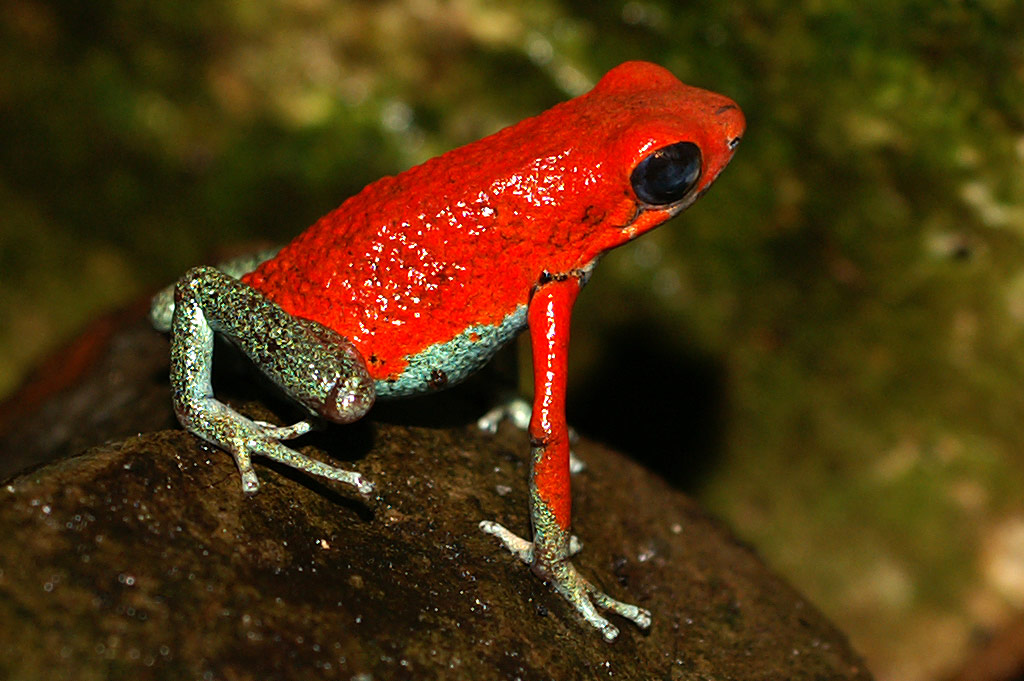
El color brillant d'aquesta granota de dard enverinat serveix d'advertència als seus depredadors del fet que és verinosa.

Aposematisme (del grec: apo- allunyament i sema senyal), potser més conegut com a coloració d'advertiment, descriu un grup d'adaptacions antidepredadors on un senyal d'advertiment s'associa amb el fet que no es pot aprofitar una presa per part dels seus potencials depredadors. El senyal d'advertència pot prendre la forma de colors, sons o olors conspicus o d'altres característiques perceptibles. Els senyals aposemàtics són beneficiosos tant pels depredadors com per les preses, ja que tots dos eviten un dany potencial.
L'aposematisme és l'antítesi de la cripsi la qual tendeix a aparèixer en organismes inofensius o bé evitació de la detecció de la presa en un patró d'evolució anomenat mimetisme de Bates. Una altra tendència relacionada és mimetisme de Müller, on les espècies aposemàtiques arriben a semblar-se entre si.

## Mecanismes de defensa

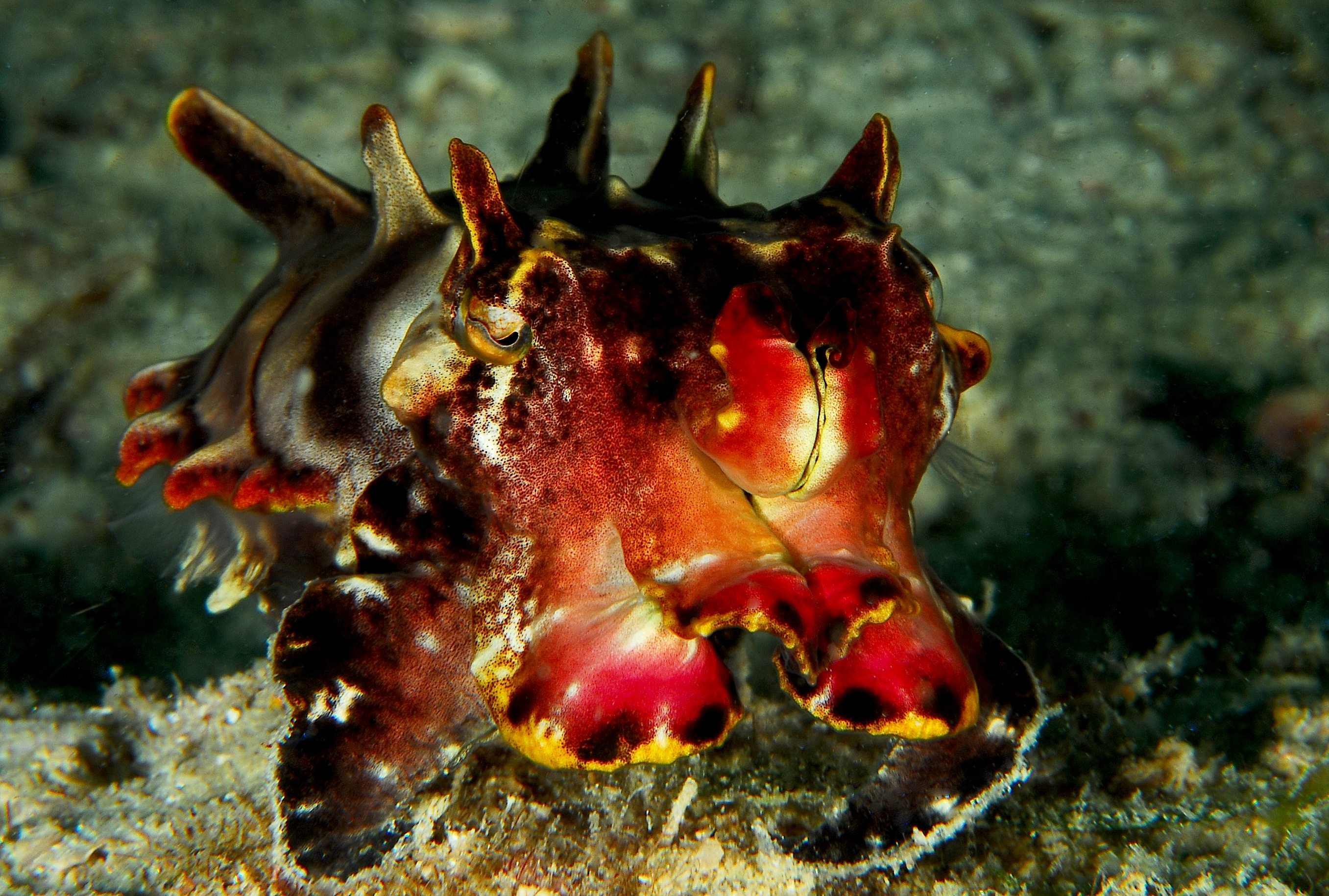
Els colors de Metasepia pfefferi adverteixen de la seva toxicitat

L'aposematisme és un mecanisme de defensa primari que adverteix als depredadors potencials de l'existència d'un altre mecanisme de defensa secundària. Per definició, les defenses primàries funcionen abans que un depredador iniciï qualsevol comportament de captura de presa (Robinson, 1969; Edmunds, 1974) i la seva funció és la d'impedir la persecució. Els mitjans de defensa secundària poden incloure:
Una inapetènciatal com és el sabor amarg resultant d'alguns insectes com els casos de la marieta o dels Arctiidae, o l'olor nociu produït per la mofeta
Altres perillscom les glàndules verinoses de la granota de dard enverinat, el fibló de la formiga de vellut o la neurotoxina de l' aranya vídua negra
Diversos tipus d'arnes tigre anuncien la seva inapetència ja sigui per la producció de soroll per ultrasons que aderteixin els ratpenats que les evitin, o per postures d'alerta amb colors brillants. Les formigues de vellut tenen les dues coses: colors brillants i sorolls per estridulació, el qual serveix per reforçar l'advertiment.

Principalment els senyals visuals aposemàtics són brillants i amb colors contrastats brillants. Com més brillant i més visible és l'organisme, més tòxic és. Els colors més comuns i eficaços són el vermell, el groc i el negre. Aquests colors proporcionen un fort contrast entre el fullatge verd. El vermell, el groc i el negre també són resistents als canvis d'ombres i de luminescència i són altament cromàtics. L'avantatge final d'aquests colors és proporcionar camuflatge segons la distància.

### Prevalença

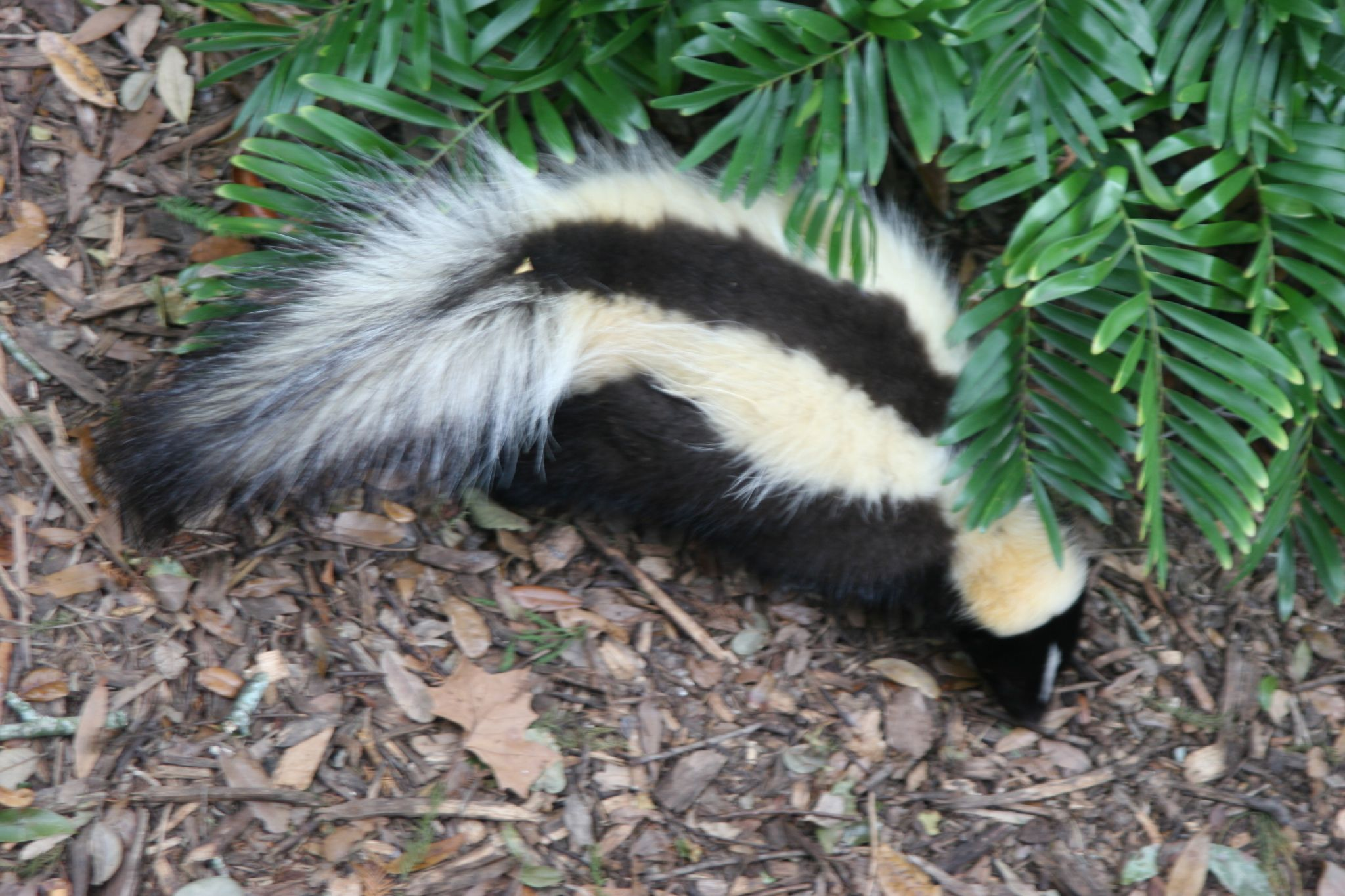
La mofeta és un exemple d'aposematisme en els mamífers

L'aposematisme està molt estès en els invertebrats, particularment en els insectes, però ho és menys en els vertebrats, estant principalment confinat a un petit nombre de rèptils, amfibis i peixos. Algunes plantes com Polygonum sagittatum, es creu que empren l'aposematisme per avisar els seus herbívors de les defenses químiques (com la no palatabilitat) o físiques (com les espines) de la planta. En els animals presenten aposematisme, per exemple, les mofetes i el turó ratllat africà. També alguns ocells de colors brillants són exemples de senyals aposemàtics.

## Comportament
El mecanisme de defensa es basa en la memòria del que podria ser un depredador; un ocell que hagi experimentat el mal gust d'un saltamartó en endavant evitarà la repetició d'aquesta experiència. Per això les espècies aposemàtiques sovint són gregàries. Sovint les espècies aposemàtiques es mouen de manera lenta donat que tenen poca necessitat de velocitat i d'agilitat (per exemple aquest és el cas de la salamandra) En canvi, la seva morfologia és dura i resistent a les freqüents lesions que els puguin fer els depredadors abans que ells notin el seu mal gust,
L'origen de la teoria de l'aposematisme es troba en Alfred Russel Wallace, qui en resposta a la carta de l'any 1866 de Charles Darwin va ser el primer a suggerir esquemes sobre que els colors conspicus d'alguns insectes podrien haver evolucionat a través de selecció natural com una advertència als depredadors.

## Mimetisme

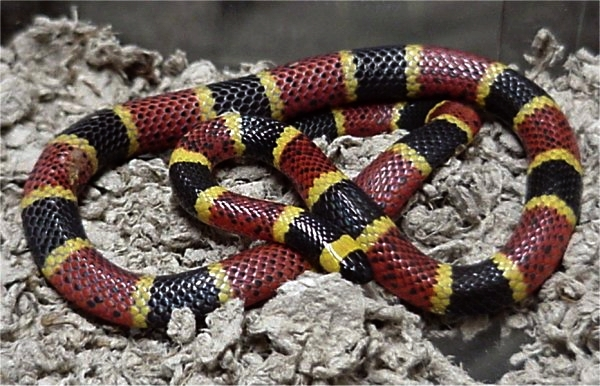
Una serp corall verinosa

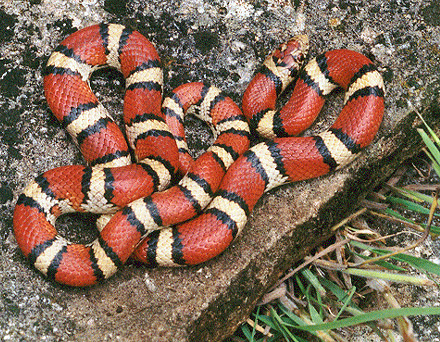
Serp de la llet inofensiva que imita els colors brillants de la serp de corall.

L'aposematisme és una estratègia prou reeixida perquè altres organismes que no tenen la defensa secundària mimetin les marques visibles dels seus homòlegs aposemàtics. Per exemple, l'arna apiforme és una imitació de la vespa de jaqueta groga, però aquesta arna no té fibló ni pot picar. Aquesta forma de mimetisme es coneix com a mimetisme de Bates (per Henry Walter Bates).
Una segona forma de mimetisme aposemàtic ocorre quan dos organismes comparteixen la defensa antipredadors i s'imiten entre si, en benefici de les dues espècies. Aquesta forma de mimetisme que es coneix com a mimentisme de Müller (pel naturalista Fritz Müller). Per exemple, una vespa jaqueta groga i les abelles tenen l'estratègia de mimetisme de Müller: la seva coloració semblant ensenya als depredadors que un patró de ratlles és el patró d'una picada d'insecte.
Hi ha altres formes de mimetisme no relacionades amb l'aposematisme.